# AVERAGE PSYCHO
『AVERAGE PSYCHO』（アヴェレージ・サイコ）はDir en greyのPV集DVD。2005年7月27日発売。

## 解説
- かつて発売されたPV集にあまりにも危険であるということで規制されて収録されたものを、無修正バージョンにしてインディーズ流通で発売。すべてのPVの監督は近藤廣行。

## 収録曲
1. OBSCURE
規制版はアルバム『VULGAR』の初回限定盤付属DVDに収録。
さまざまな奇人たちとメンバーの演奏シーンが錯綜する。生きている生首・四肢切断・花魁をはべらす般若・自分の心臓を取り出して食べる・子供の首を食べる（カニバリズム）などの映像が含まれている。
そのためドイツ単独公演時にも規制により放映が中止され、アメリカ公演でも一部からクレームを受けたほどである。
2012年に英音楽サイトGigwiseが発表した「最も物議を醸したミュージック・ビデオ TOP50」では8位にランクインしている。
2. 朔-saku-
規制版は『AVERAGE FURY』に収録。
「親殺し」をテーマとした作品。日本の平凡な家庭の少年が自分の家族を殺害してしまうが、死体をそのままにして暮らすというストーリーになっている。
大手音楽専門チャンネルMTVの番組『ヘッドバンガーズ・ボール』で、2005年に新設された視聴者が選定するPV音楽賞(HEADBANGERS BALL PV 2006)に、日本のロックバンドの作品として初めてノミネートされ、グランプリを獲得した。
3. 鼓動
規制版は『AVERAGE FURY』に収録。
「朔-saku-」の続編とされ、事件前後の背景、搬送される少年等の断片的な映像とメンバーの演奏風景が交互に流れる。
少年の妹が首を吊る映像が規制されたが、他の作品と比べグロテスクな映像はない。
4. mazohyst of decadence
規制版は『GAUZE-62045-』に収録。
歌詞の内容を忠実に映像化。新しい命を身ごもった女性が病院で中絶する様をドラマ風に仕立てた作品。
規制版に存在した字幕は本作収録の映像では削除されている。